# Maggie Grace
Margaret Grace Denig Bushnell (Worthington, Ohio, 21 de septiembre de 1983), más conocida como Maggie Grace, es una actriz estadounidense.
Dejó la educación secundaria para mudarse a Los Ángeles con su madre después del divorcio de sus padres. Tuvo su primer papel en Rachel's Room en 2001. Practicó dos artes marciales: kárate (cinturón negro) y el jiu jitsu.
Obtuvo una nominación al Premio Young Artist en 2002 por interpretar a una víctima de un asesinato, de 15 años, en Murder in Greenwich. En 2004, fue elegida como Shannon Rutherford en la serie de televisión Lost, en la que estaba en el elenco principal por las primeras dos temporadas, y obtuvo un premio del Sindicato de Actores con el elenco. Al dejar la serie, actuó con Tom Welling en The Fog en 2005. Apareció en Suburban Girl, The Jane Austen Book Club ambas en 2007, y Taken en 2008. Desempeñó el papel principal en Malice in Wonderland, una versión moderna de Alicia en el país de las maravillas de Lewis Carroll. Grace repitió su papel de Shannon en dos episodios más de Lost, incluyendo el final de la serie.

## Biografía
Nació como Margaret Grace Denig en Worthington, Ohio, la mayor de los tres hijos de sus padres Valinn y Rick Denig, que dirigía un negocio de joyería de la familia. Su familia vivió en una casa de 200 años. Asistió a Worthington Christian Schools desde el jardín hasta el noveno grado, y asistió brevemente a Thomas Worthington High School, donde comenzó a actuar en obras de escuela y en el teatro comunitario, incluyendo la producción The Crucible. Sus padres se divorciaron "amigablemente" cuando tenía 16 años, pero su madre buscó un "nuevo comienzo". Grace dejó la secundaria para mudarse a Los Ángeles, California con su madre, mientras que sus hermanos menores Ian y Marissa continuaron viviendo con su padre. En Los Ángeles, Grace y su madre se mudaron a menudo ya que tenían problemas financieros, buscando alquileres a corto plazo en lugar de pagar una residencia permanente, mientras que su alimentación consistía en una dieta básica, ya que era todo lo que podían permitirse.

## Carrera

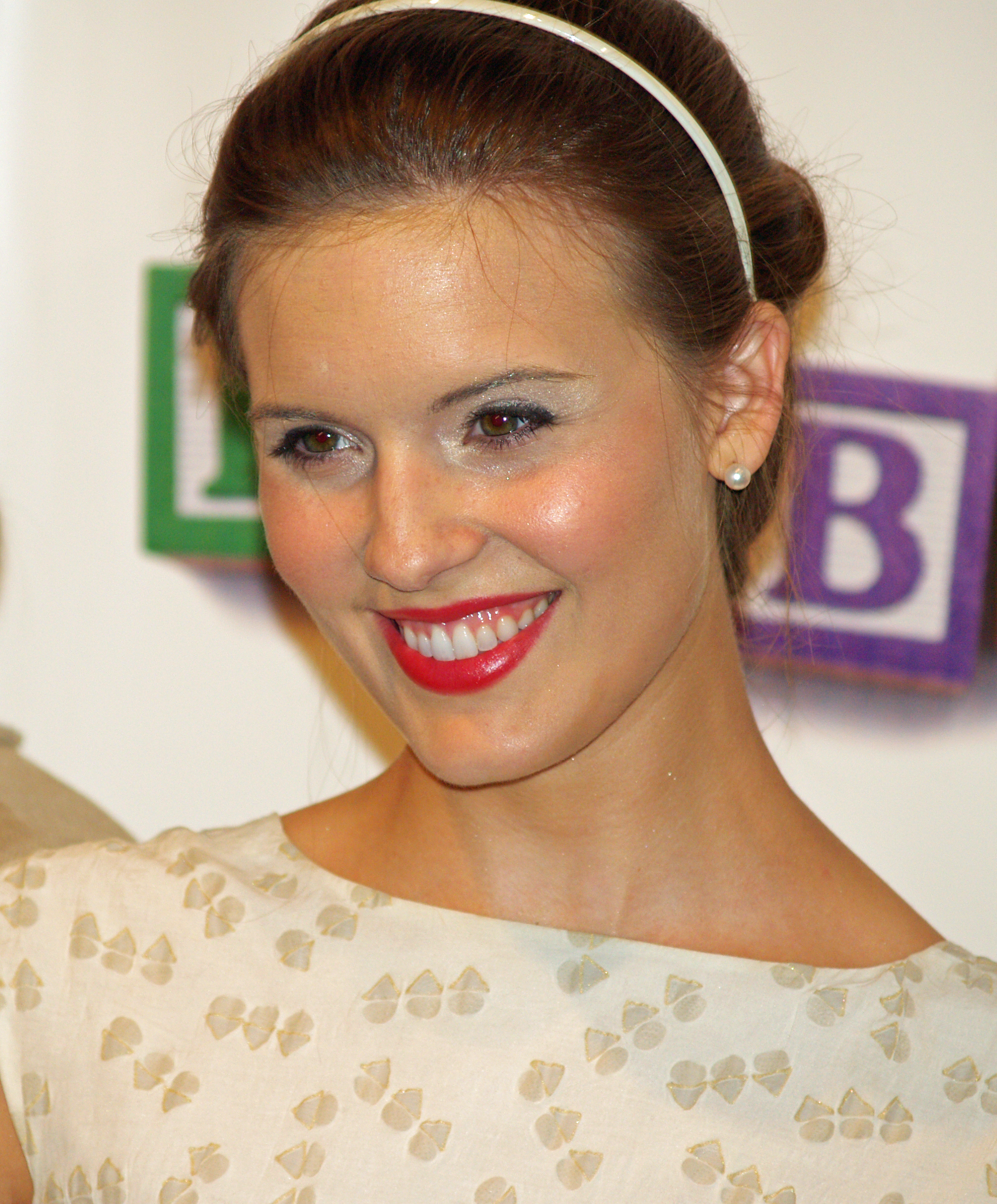
Grace en el Festival de Cine Tribeca, abril de 2008.

Grace adquirió un agente al cabo de una semana tras mudarse a Los Ángeles y se inscribió a clases de actuación. Tuvo su primer papel en Rachel's Room, una serie de 2001 sobre las aventuras dentro de la habitación de una chica adolescente que fue creada por el productor ejecutivo de Dawson's Creek, Paul Stupin.
Su siguiente papel fue en la serie de 2002 Septuplets, que fue cancelada antes que el primer episodio saliera al aire. Su papel estelar tuvo lugar en la película de 2002 Murder in Greenwich, basada en la historia real del asesinato de Martha Moxley de 15 años. Estuvo nominada por un Premio Young Artist por su interpretación de Moxley en Mejor Actuación en una película de televisión, Miniserie o Especial, pero perdió contra Clara Bryant por Tru Confessions. Tuvo papeles menores en CSI: Miami, The Lyon's Den, Miracles, Like Family, Cold Case y Law & Order: Special Victims Unit, y las películas Twelve Mile Road y Creature Unknown, antes de aparecer como papel recurrente en Oliver Beene como una estudiante de intercambio de Suecia.
A mediados de 2004, su agente le envió un guion para el episodio piloto de Lost; se le dio el papel de Shannon Rutherford después de una exitosa audición. Estuvo nominada en 2005 por un Teen Choice Award por su papel, pero perdió contra Eva Longoria de Desperate Housewives. Vivió en Hawái durante la filmación de la primera temporada, y firmó para protagonizar en The Fog junto a Tom Welling, un remake de la película de 1980 con el mismo nombre, en un papel interpretado anteriormente por Jamie Lee Curtis.
Aunque se suponía que la filmación de Lost iba a terminar antes que The Fog comenzara, las producciones coincidieron debido a que se extendió el final de la temporada: Grace voló entre ambos sets, en la isla Oahu y la Isla Bowen en Columbia Británica, Canadá. Después de estar en el ranking de Maxim en el puesto 27 como una de las mujeres más lindas, regresó a la segunda temporada de Lost. Su personaje fue asesinado de la serie en el episodio "Collision", cuando el escritor de la serie comenzó a sentir que "la historia del personaje [eran] limitadas". 
Variety informó en mayo de 2005 que Grace estaba en negociaciones para interpretar a Kitty Pryde en X-Men: The Last Stand, pero en julio, las audiciones fueron presuntamente detenidas por su sustituta. El papel fue a Elliot Page, y Grace luego reveló que ella nunca había sido contactada para el papel y que se sorprendía que hubuieran contado con ella para el papel en cuestión. Su siguiente papel fue en la película independiente Suburban Girl, junto a Sarah Michelle Gellar y Alec Baldwin. En 2007, interpretó en The Jane Austen Book Club, basado en la novela de Karen Joy Fowler con el mismo nombre. Es una fan de Jane Austen y ha leído la novela cuando se publicó en 2004. Cuando recibió el guion de la película, conoció al director Robin Swicord, y se le dio el papel de Allegra, una lesbiana de 20 años. Acabada la filmación de esa película, Grace regresó brevemente a Hawái para grabar el episodio de Lost "Exposé". Protagonizó en el thriller de 2008 Venganza (Taken) con Liam Neeson, el principal actor con quien Grace deseaba trabajar. 
Apareció asimismo en Malice in Wonderland, una adaptación moderna de Alice's Adventures in Wonderland. En 2010, protagonizó  el drama Flying Lessons, y apareció junto a Tom Cruise y Cameron Diaz en Knight & Day, como también en Faster, con Dwayne Johnson. Su ocupada agenda le impidió regresar como Shannon en "LA X", el estreno de la sexta temporada de Lost, pero finalmente regresó para la final de la serie en "The End". El 20 de septiembre de 2010, se reveló que había sido elegida para interpretar a Irina en The Twilight Saga: Breaking Dawn - Part 1.
En 2013, volvió a actuar como la hija de Liam Neeson en Taken 2, e hizo su debut en internet con el canal de YouTube dedicado a la producción de series de ficción llamado Wigs. Protagonizó junto a Anna Paquin la serie Susanna donde dio vida a la hermana de una mujer que sufre una fuerte depresión postparto que se ve obligada a hacerse cargo de su bebé y de ella mientras intenta equilibrar sus nuevas obligaciones con su trabajo en la banca. La serie fue dirigida por su creador, Jon Avnet, y estrenó los 6 primeros episodios el 14 de junio y los 6 restantes el 21.
Participó durante las temporadas 4 y 5 en la serie Fear the Walking Dead como Althea.

## Vida personal
Grace vivió en Honolulu, Hawái mientras trabajaba en Lost. Afirmó: "Me encanta estar allí, pero no es un lugar en que realmente puedas seguir la actuación" y que, mientras vivía en Hawái, "probablemente estaría con un chico diferente cada noche". Decía que sus compañeros de trabajo masculinos eran "en su mayoría muy protectores" y "muy testarudos" cuando decidía sí debería salir con cierto hombre; el actor Josh Holloway se ofreció en una ocasión a ayudarla a seleccionar las citas de un portafolio de modelos masculinos con quien previamente él había trabajado. Se rumoreaba que Grace e Ian Somerhalder, su hermanastro en la pantalla, salían en abril de 2006 antes de que ambos dejaran Lost. Cuando se le preguntó sobre Somerhalder en agosto, contestó, "Ian es genial, lo adoro, aunque solo tenga 22 años - soy demasiado joven para pensar en tener una relación seria". Mientras trabajaba en Lost, Grace y Somerhalder adoptaron un gato callejero llamado Roo, al que encontraron "literalmente muriendo" en la selva en el set. Grace dijo que el gato ahora es su "amigo de viaje". En 2008 y 2009 salió con Blake Mycoskie, un concursante de la segunda temporada de The Amazing Race y fundador de TOMS Shoes.
En febrero de 2017, Grace se comprometió con Brent Bushnell, el director ejecutivo de una empresa de entretenimiento. Se casaron el 28 de mayo de 2017. El primer hijo de la pareja, un varón, nació en 2020. 
Grace dijo que la persona que más le inspira es su madre. Cuando se le preguntó sobre su mejor amiga, respondió que ella y su madre eran como hermanas y que es "afortunada de tener una madre excepcional y genial". Se considera a sí misma como muy torpe, afirmando "tropezar con las piernas todo el tiempo", y fue apodada en broma "Maggie Graceless" por uno de sus compañeros de reparto. Grace juega en la liga de pelota en Los Ángeles con sus amigos.

## Filmografía

### Cine
| Año  | Título                                    | Personaje          | Notas        |
| ---- | ----------------------------------------- | ------------------ | ------------ |
| 2001 | Rachel's Room                             | Rachel Reed        |              |
| 2004 | Creature Unknown                          | Amanda             |              |
| 2005 | The Fog                                   | Elizabeth Williams |              |
| 2007 | Suburban Girl                             | Chloe              |              |
| 2007 | The Jane Austen Book Club                 | Allegra            |              |
| 2008 | Taken                                     | Kim Mills          |              |
| 2008 | Malice in Wonderland                      | Alice              |              |
| 2010 | Flying Lessons                            | Sophie Conway      |              |
| 2010 | Knight and Day                            | April Havens       |              |
| 2010 | The Experiment                            | Bay                |              |
| 2010 | Faster                                    | Lily               |              |
| 2011 | The Twilight Saga: Breaking Dawn - Part 1 | Irina Denali       |              |
| 2012 | Lockout                                   | Emilie Warnock     |              |
| 2012 | Taken 2                                   | Kim Mills          |              |
| 2012 | The Twilight Saga: Breaking Dawn - Part 2 | Irina Denali       |              |
| 2012 | Decoding Annie Parker                     | Sarah              |              |
| 2014 | Taken 3                                   | Kim Mills          |              |
| 2014 | We'll Never Have Paris                    | Kelsey             |              |
| 2014 | About Alex                                | Siri               |              |
| 2015 | Unity                                     | Narradora          | Documental   |
| 2016 | The Choice                                | Stephanie Parker   |              |
| 2016 | Brad Carter: Doin' Wrong with You         | Laurie             | Cortometraje |
| 2016 | Showing Roots                             | Violet             |              |
| 2017 | The Scent of Rain & Lightning             | Laurie             |              |
| 2017 | Aftermath                                 | Christina          |              |
| 2018 | The Hurricane Heist                       | Casey Corbyn       |              |
| 2018 | Supercon                                  | Allison McNeeley   |              |
| 2020 | Love, Weddings & Other Disasters          | Jessie             |              |
| 2023 | The Secret Art of Human Flight            | Wendy              |              |

### Televisión
| Año             | Título                            | Personaje                 | Notas                                                |
| --------------- | --------------------------------- | ------------------------- | ---------------------------------------------------- |
| 2002            | Murder in Greenwich               | Martha Moxley             | Película de televisión                               |
| 2002            | Septuplets                        | Hope Wilde                | 1 episodio                                           |
| 2003            | CSI: Miami                        | Amy Gorman                | 1 episodio                                           |
| 2003            | The Lyon's Den                    | Haley Dugan               | 1 episodio                                           |
| 2003            | Miracles                          | Hannah Cottrell           | 1 episodio                                           |
| 2003            | Twelve Mile Road                  | Dulcie Landis             | Película de televisión                               |
| 2004            | Cold Case                         | Renee                     | 1 episodio                                           |
| 2004            | Oliver Beene                      | Elke                      | 8 episodios                                          |
| 2004            | Like Family                       | Mary                      | 1 episodio                                           |
| 2004            | Law & Order: Special Victims Unit | Jessie Dawning            | 1 episodio                                           |
| 2004-2006, 2010 | Lost                              | Shannon Rutherford        | 32 episodios (temporada 1-2; 3; 6)                   |
| 2013            | The Following                     | Dra. Sarah Fuller         | 1 episodio                                           |
| 2013            | Californication                   | Faith                     | 10 episodios (temporada 6)                           |
| 2013            | Susanna                           | Susanna                   | 12 episodios                                         |
| 2013            | When Calls the Heart              | Tía Elisabeth             | Película de televisión                               |
| 2015            | Masters of Sex                    | Dr. Christine Wesh        | 1 episodio                                           |
| 2018 - 2021     | Fear the Walking Dead             | Althea Szewczek-Przygocki | 30 episodios (temporadas 4-6, invitada: temporada 7) |

## Nominaciones
- 2014 - IAWTV Awards: Mejor Actriz de serie dramática por Susanna[35]